# Pi Aquarii
Pi Aquarii (π Aqr) – gwiazda w gwiazdozbiorze Wodnika, znajdująca się w odległości około 782 lata świetlne od Słońca.

## Nazwa
Seat jest jedną z dwóch gwiazd wyobrażonego dzbana Wodnika, która ma nazwę własną, obok Gamma Aquarii (Sadachbia). Nazwa Seat została jej nadana w XVII wieku i pochodzi od nazwy Sadachbia, która wywodzi się od arabskiego wyrażenia oznaczającego „szczęśliwą gwiazdę ukrytych rzeczy” lub „schronień” (namiotów) i nie ma nic wspólnego z Wodnikiem.

## Charakterystyka
Jest to błękitny olbrzym należący do typu widmowego B1. Ma ona masę 12–13 razy większą niż Słońce, sześciokrotnie większy promień. Jest obecnie w połowie okresu syntezy wodoru w hel, trwającego 12–14 milionów lat dla gwiazd o tak dużej masie. Jest to bardzo gorąca gwiazda, ma temperaturę 26 500 K i otacza ją dysk materii nachylony pod kątem 60° do kierunku obserwacji, którego pochodzenie wiąże się z bardzo szybkim obrotem wokół osi. Ze względu na potężny wiatr gwiazdowy traci ona masę w tempie ponad 2 miliardowych masy Słońca na rok, 100 tysięcy razy więcej niż Słońce. Wypływ masy i niestabilny dysk wokół gwiazdy powodują zmiany jasności – jest to gwiazda zmienna typu Gamma Cassiopeiae, której obserwowana wielkość gwiazdowa zmienia się od 4,5 do 4,8m w ciągu kilku dziesięcioleci.